# Стимбот, Рики
Ричард Генри «Рики» Блад-старший (англ. Richard Henry "Ricky" Blood Sr.; род. 28 марта 1953, Нью-Йорк, Нью-Йорк) — бывший американский рестлер, известный под именем Рики «Дракон» Стимбот. Выступал в American Wrestling Association (AWA), Jim Crockett Promotions (JCP), World Championship Wrestling (WCW), и в World Wrestling Federation (WWF).
В JCP и WCW он был однократным чемпионом мира в тяжёлом весе NWA, четырёхкратным чемпионом Соединённых Штатов в тяжёлом весе, четырёхкратным телевизионным чемпионом мира, двенадцатикратным командным чемпионом мира и двукратным чемпионом в тяжёлом весе Средне-Атлантических штатов. В WWF Стимбот был однократным интерконтинентальным чемпионом в тяжёлом весе и был введён в Зал славы WWE в 2009 году.

## Ранняя жизнь
Блад ходил в среднюю школу в Нью-Йорке и окончил в 1971 году среднюю школу Бока Сиега в Галфпорте, Флорида, где был членом школьной команды по борьбе. Он дважды участвовал в чемпионате штата Нью-Йорк по борьбе и стал чемпионом штата Флорида.

## Карьера в рестлинге

### American Wrestling Association (1976)
Блад дебютировал в 1976 году в American Wrestling Association (AWA) под своим настоящим именем.

### Championship Wrestling from Florida (1976—1977)
Он перешёл из AWA в Championship Wrestling from Florida (CWF). Перед его дебютом в CWF Эдди Грэм дал ему имя Рики Стимбот, основываясь на его сходстве с гавайским рестлером Сэмми Стимботом. По словам Стимбота, Грэм считал, что Рик Блад — хорошее имя для хила, но не для положительного персонажа.

### Jim Crockett Promotions (1977—1985)
В 1977 году Стимбот перешёл в Jim Crockett Promotions (JCP), находящуюся под управлением National Wrestling Alliance (NWA), где он оставался в течение следующих восьми лет своей карьеры. Стимбот, которого по рекомендации Ваху Макдэниела привёл в JCP Джордж Скотт, изначально был заявлен как протеже Ваху, и в интервью был очень скромен. Противопоставлением его с наглым молодым Риком Флэром было естественным, что привело к их вражде. Звёздный час Стимбота состоялся, когда он победил Флэра и выиграл титул телевизионного чемпиона Средне-Атлантических штатов NWA тяжёлом весе в студии WRAL-TV в Северной Каролине.
После творческих разногласий с букером JCP Дасти Роудсом, Стимбот покинул NWA.

### World Wrestling Federation (1985—1988)

#### Рождение «Дракона» (1985—1986)
В 1985 году Винс Макмэн предложил Стимботу контракт, и он присоединился к World Wrestling Federation (WWF). Вскоре после своего дебюта (где он победил Стива Ломбарди на шоу Championship Wrestling), Стимбот получил прозвище «Дракон»; куртка и плавки Стимбота были заменены на кэйкоги и длинное трико. Мать Стимбота — американка японского происхождения, отсюда и его азиатские черты лица, которые сыграли решающую роль в его прозвище «Дракон». Стимбот сохранил это прозвище и образ до конца своей карьеры. Он появился на первой «Рестлмании», где победил Мэтта Борна в третьем матче шоу.

#### Интерконтинентальный чемпион в тяжёлом весе и уход (1986—1988)
На «Рестлмании III» Стимбот победил Рэнди Сэвиджа и завоевал титул интерконтинентального чемпиона WWF в тяжёлом весе. Этот матч, оказавший большое влияние, был признан фанатами и критиками классикой и назван матчем года 1987 года по версии Pro Wrestling Illustrated и Wrestling Observer.
Через несколько недель после победы Стимбот попросил у владельца WWF Винса Макмэна отпуск, чтобы побыть со своей женой Бонни, которая ожидала рождения их первого сына, Ричарда-младшего. Это не понравилось руководству WWF, так как они хотели получить чемпиона на долгий срок. Руководство WWF приняло решение наказать Стимбота, заставив его сначала передать титул Бутчу Риду, но Рид не появился в тот вечер, поэтому он передал титул Хонки Тонк Мэну на выпуске Superstars от 13 июня. Стимбот вернулся к Survivor Series в ноябре 1987 года. Однако руководство WWF все ещё горевало по поводу его отпуска и его не продвигали и не устраивали никаких значимых противостояний. Сам Стимбот в своих интервью намекал, что его наказали за то, что он затмил главный матч «Рестлмании III» между Халком Хоганом и Андре Гигантом. Позже Стимбот был включён в турнир за вакантный титул чемпиона мира WWF в тяжёлом весе на «Рестлмании IV» в марте 1988 года. Однако Стимбот проиграл своему сопернику по первому раунду Грегу «Молоту» Валентайну. Хотя сразу после «Рестлмании IV» были сняты телевизионные сегменты, в которых говорилось, что Стимбот встретится с Валентайном в серии матчей, вскоре после этого Стимбот покинул WWF.

### World Championship Wrestling (1989)
Стимбот вернулся в рестлинг в январе 1989 года и вернулся в NWA (в частности, в филиал NWA — World Championship Wrestling) 21 января 1989 года на выпуске World Championship Wrestling (позже это станет названием промоушена) в качестве неожиданного партнёра «Горячей штучки» Эдди Гилберта против чемпиона мира NWA Рика Флэра и Барри Уиндэма в командном матче, в котором Стимбот победил Флэра. Это дало ему шанс получить титул на шоу Chi-Town Rumble, где Стимбот победил Флэра в матче за титул чемпиона мира NWA в тяжёлом весе. Он также стал последним чемпионом мира NWA, который защищал пояс в All Japan Pro Wrestling (AJPW) в матче против Маски Тигра II. После того, как Стимбот сохранил титул чемпиона NWA против Флэра 2 апреля на Clash of the Champions VI: Ragin' Cajun, Флэр и Стимбот встретились в финальном матче-реванше на WrestleWar в мае, где Стимбот уступил титул Флэру. Все три матча Стимбота с Флэром получили 5 и более звёзд от издателя Wrestling Observer Newsletter Дэйва Мельтцера.
После потери титула, Стимбот остался претендентом номер один на титул чемпиона мира NWA в тяжёлом весе, что вызвало недовольство его коллеги, чемпиона США Лекса Люгера. Кульминацией этого спора стало нападение Люгера на Стимбота на шоу Clash of the Champions VII: Guts and Glory, в результате чего Люгер стал хилом. Люгер стоял над упавшим Стимботом и высокомерно сказал: «Вот он, ваш претендент номер один!». После этого Стимбот потребовал провести матч без дисквалификаций против Люгера на шоу The Great American Bash за титул чемпиона, но перед самым гонгом Люгер потребовал убрать это условия, иначе матча не будет. Стимбот проиграл матч по дисквалификации после удара Люгера стулом. Из-за разногласий по контракту это был последний матч Стимбота в WCW в 1989 году.

### North American Wrestling Association / South Atlantic Pro Wrestling (1990)
После ухода из NWA, Стимбот перенёс операцию на травмированной ноге. Полностью восстановившись, он вернулся на ринг в феврале 1990 года в North American Wrestling Association (в июле 1990 года переименованной в South Atlantic Pro Wrestling), где он враждовал с Робертом Фуллером за титул чемпиона NAWA/SAPW в тяжёлом весе, пока не покинул промоушен в октябре 1990 года.

### New Japan Pro-Wrestling (1990)
В сентябре и октябре 1990 года он гастролировал в New Japan Pro-Wrestling (NJPW), где встречался с такими известными звёздами, как Хироси Хасэ и Великий Мута, и объединялся с Оуэном Хартом, Пегасом Кидом, Рики Тёсю, Синъей Хасимото и Мигелем Пересом-младшим.

### Возвращение в WWF (1991)

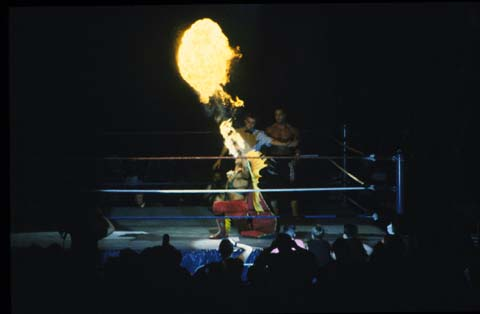
Стимбот в образе «Дракона»

В 1991 году, подписав двухлетний контракт, Стимбот вернулся в World Wrestling Federation. В феврале 1991 года в эфир вышла серия роликов, в которых он изображался под именем Дракон. Несмотря на его предыдущий успех в WWF в качестве интерконтинентального чемпиона в тяжелом весе, к Стимботу относились как к совершенно новому рестлеру, лишь комментаторы иногда упоминали его матч на WrestleMania III и завоевание титула. Первый матч Стимбота состоялся на записи Superstars 11 марта в Пенсаколе, Флорида, когда он победил Джеффа Сорда. Его первый телевизионный матч состоялся 30 марта на Superstars, когда он победил Бруклинского Броулера своим фирменным ныряющим кроссбоди. В последующих выпусках Superstars и Wrestling Challenge Стимбот побеждал в многочисленных быстрых матчах.
Единственное выступление Стимбота на PPV во время его второго пребывания в WWF состоялось на SummerSlam. В команде с Керри фон Эрихом и Дэйви Бой Смитом против Ворлорда, Геркулеса и Пола Ромы; Стимбот одержал победу для своей команды, удержав Рому.
Дракон был непобедим на телевидении во время своих выступлений в 1991 году и проиграл только один матч — поединок на домашнем шоу против Скиннера. На следующий день после поражения в темном матче, Стимбот подал заявление руководству WWF и вскоре после этого покинул компанию. Он был заявлен на Survivor Series в команде с Джимом Нейдхартом (которого из-за травмы заменил Cержант Слотер), Джимом Дагганом и Керри фон Эрихом против полковника Мустафы, Скиннера, Берсеркера и Биг Булли Бьюсика (которого после ухода, но ушел до начала шоу, и его заменил Тито Сантана. Ходят слухи, что Стимбот должен был проиграть Гробовщику на Superstars, чтобы подготовить того к предстоящему матчу за звание чемпиона мира WWF в тяжелом весе против Халка Хогана, и что Стимбот предпочел уйти из WWF, чем проиграть Гробовщика. Вместо этого Гробовщик победил Керри фон Эриха на Wrestling Challenge за несколько недель до Survivor Series.
Во время своего пребывания в WWF, Стимбот предложил Паттерсону поработать в качестве хил. Стимбот предложил выступать в маске, но Паттерсон сказал, что он непревзойденный фейс.

### Возвращение в WCW (1991—1994)

#### Командный чемпион мира (1991—1992)
19 ноября на шоу Clash of the Champions XVII Стимбот вернулся в World Championship Wrestling (WCW) в качестве неожиданного партнера Дастина Роудса, заменив травмированного Барри Уиндема. Стимбот и Роудс победили «Энфорсеров» (Арн Андерсон и Ларри Збышко) и завоевали титул командных чемпионов мира — первый командный титул под флагом WCW. Они уступили титулы Арну Андерсону и его новому партнеру Бобби Итону на живом мероприятии в январе 1992 года. В это время Стимбот начал враждовать с «Опасным альянсом», столкнувшись с ними в полюбившемся критикам матче WarGames на WrestleWar, который получил 5-звездочный рейтинг от Дэйва Мельтцера. На SuperBrawl II он безуспешно бросил вызов члену «Опасного альянса» и чемпиону Соединённых Штатов в тяжелом весе Рику Руду в борьбе за титул. Кульминацией их соперничества стал матч без титула «Железный человек» на Beach Blast, который Стимбот выиграл.

#### Телевизионный чемпион мира (1992—1993)
2 сентября 1992 года на шоу Clash of the Champions XX: 20th Anniversary Стимбот победил «Ошеломляющего» Стива Остина и выиграл свой первый телевизионный титул под флагом WCW. Он проиграл титул Скотту Штайнеру на телевизионном шоу 29 сентября. Однако 18 ноября на Clash of the Champions XXI он выиграл свой первый титул командных чемпионов мира NWA (непризнанный NWA) и свой второй титул командных чемпионов мира WCW с Шейном Дагласом (титулы NWA и WCW были объединены), победив Барри Уиндема и Дастина Роудса. На выпуске Power Hour от 27 марта 1993 года они проиграли командные титул «Голливудским блондинам» (Брайан Пиллман и Стив Остин). 18 августа на шоу Clash of the Champions XXIV он победил Пола Орндорффа и завоевал свой второй и последний титул телевизионного чемпиона мира WCW. В сентябре 1993 года на Fall Brawl, проиграл титул Лорду Стивену Ригалу. На Starrcade между ними состоялся матч-реванш за титул, который закончился вничью с ограничением по времени.

#### Чемпион Соединенных Штатов и конец карьеры (1994)
Начиная с 1994 года, Стимбот вступил в последнюю вражду за титул чемпиона мира WCW в тяжелом весе с давним соперником Риком Флэром, кульминацией которой стал матч в главном событии Spring Stampede, где титул ненадолго удержан из-за того, что плечи обоих мужчин были прижаты одновременно. В выпуске Saturday Night от 14 мая Флэр победил Стимбота и вернул себе титул. Их последний одиночный матч состоялся в июле на Main Event, который закончился дисквалификацией, когда вмешался Стив Остин. Последний раз Стимбот и Флэр встретились в командном матче на Main Event 31 июля, где Стимбот в команде со Стингом выступил против Рика Флэра и Стива Остина.
Затем он враждовал с чемпионом Соединенных Штатов Стивом Остином и получил право на матч за титул на Bash at the Beach, но проиграл. 24 августа на шоу Clash of the Champions XXVIII он получил матч-реванш против Остина, в котором Стимбот повредил спину, но сумел победить Остина и завоевать титул чемпионом Соединенных Штатов в тяжёлом весе. Однако ему пришлось отказаться от пояса из-за травмы на Fall Brawl; его заменил Джим Дагган, который дебютировал в WCW после ухода из WWF. Начался матч, Дагган победил Остина и стал новым чемпионом Соединенных Штатов в тяжелом весе. В сентябре 1994 года Стимбот был уволен президентом WCW Эриком Бишоффом письмом через Federal Express (будучи травмированным), тем самым завершив почти 20-летние отношения с реслинг-организацией Крокетта/Тернера.

### Первое завершение карьеры (1994—2005)
После восьмилетнего перерыва Стимбот сыграл важную роль в становлении реслинга Total Nonstop Action Wrestling (TNA), где он был судьёй первого турнира Gauntlet for the Gold за титул чемпиона мира NWA в тяжелом весе. Он также был судьёй четырёхстороннего матча, в котором был определён первый обладатель титула чемпиона икс-дивизиона TNA. Он также выступал в Ring of Honor, где судил первую защиту чистого чемпионства ROH. В 2004 году он вступил в серию столкновений с Си Эм Панком из-за высокомерия Панка в матчах, которые судил Стимбот, а затем стал ментором Панка. Во второй половине 2004 года Стимбот враждовал с Миком Фоли по поводу того, какой стиль реслинга лучше — чистый реслинг или хардкор-реслинг. У них было много противостояний, они встречались командами, но так и не провели матч друг против друга. Последнее выступление Стимбота в ROH состоялось на Final Battle 2004, где он и Фоли наконец-то помирились.

### Поздние появления (2014—н.в.)
16 августа 2022 года президент, совладелец, генеральный менеджер и главный букер All Elite Wrestling Тони Хан сообщил, что Стимбоат станет специальным таймкипером шоу Dynamite в среду 17 августа, которое пройдет в коллаборации с «Домом Дракона».
Стимбот вернулся на ринг 27 ноября 2022 года в возрасте 69 лет впервые после своего последнего матча в 2010 году. Он объединился с FTR (Кэш Уилер и Дакс Харвуд), когда они победили Ника Алдиса, Джея Литала и Брока Андерсона (сына Арна Андерсона) на шоу Big Time Wrestling — Return of the Dragon в Роли, Северная Каролина.

## Личная жизнь
Блад имеет смешанное происхождение, он родился от матери-японки и отца-англичанина.
Он является старшим братом рестлера Вика Стимбота.
В 1978 году, занимаясь рестлингом, Блад вместе с коллегой-рестлером Тони Атласом начал заниматься бодибилдингом. В том же году он выиграл конкурс «Мистер Северная Каролина».
Блад был женат пять раз. Сначала на Морин Пауэрс с 1977 года до развода в 1980 году, затем он женился на второй жене Дебре в 1981 году, они развелись в 1985 году после четырёх лет брака, затем Блад женился на третьей жене Бонни Хастингс в 1985 году, вместе у них родился сын Ричард-младший (род. 7 июля 1987 года), который также был рестлером в Florida Championship Wrestling и NXT, их брак закончился разводом в 2003 году. После развода с Гастингс Блад женился на четвёртой жене Клаудии Собески в 2004 году. Они развелись в 2012 году. В 2017 году Блад женился на пятой жене, Сэнди Макалистер.

## Приёмы
- Завершающие приёмы
  - Diving Crossbody
- Коронные приёмы
  - Удар на счёт «десять»
  - Atomic Drop
  - Arm Drag
  - Arm Twist Side Kick
  - Biel (Corner Hip Toss)
  - Дропкик
  - Diving Brain Chop
  - Headcissors Takedown
  - Скупслэм
  - Swinging Neckbreaker
  - Knife Edge Chop
  - Двуручный чоукслэм
  - Jumping Snapmare
  - Различные вариации суплекса
    - Живот-к-спине
    - Бабочка
    - Рыбацкий вертикальный

## Титулы и достижения
- Pro Wrestling Illustrated
  - Новичок года (1977)
  - Команда года (1978) с Полом Джонсом
  - Матч года (1987) против «Мачо» Рэнди Сэведжа (матч за титул интерконтинентального чемпиона WWF на Рестлмании III, 29 марта 1987 года)
  - Матч года (1989) против Рика Флэра (Матч за титул чемпиона мира в тяжёлом весе NWA на WrestleWar 1989, 7 мая 1989 года)
  - Награда редактора (1995)
  - PWI ставит его под № 6 в списке 500 лучших рестлеров 1992 года[41]
  - PWI ставит его под № 13 в списке 500 лучших рестлеров за всю историю в 2003 году[42]
  - PWI ставит его команду с Джеем Янгбладом под № 19 в списке 500 лучших команд за всю историю в 2003 году[43]
  - PWI ставит его команду с Шейном Дугласом под № 82 в списке 500 лучших команд за всю историю в 2003 году
- World Wrestling Federation / World Wrestling Entertainment
  - Интерконтинентальный чемпион WWF в тяжёлом весе[44]
  - Зал славы WWE (с 2009 года)
- Mid-Atlantic Championship Wrestling
  - Чемпион мира NWA в тяжёлом весе
  - Командный чемпион NWA (7 раз) — с Полом Джонсом (1 раз), Джеем Янгбладом (5 раз) и Шейном Дугласом (1 раз)
  - Чемпион Соединённых Штатов NWA в тяжёлом весе (2 раза)
  - Чемпион США в тяжёлом весе NWA Торонто
  - 2-кратный чемпион NWA Средне-Атлантических штатов в тяжёлом весе
  - 2-кратный телевизионный чемпион NWA Средне-Атлантических штатов
  - 3-кратный командный чемпион NWA Средне-Атлантических штатов — с Полом Джонсом (2 раза) и Джеем Йонгбладом (1 раз)
- World Championship Wrestling
  - Чемпион Соединённых Штатов WCW (1 раз)[45]
  - Телевизионный чемпион мира WCW (2 раза)
  - Командный чемпион мира WCW — с Дастином Роудсом (1 раз) и Шейном Дугласом (1 раз)
- Wrestling Observer Newsletter
  - Команда года (1983) — с Джеем Янгбладом
  - Матч года (1987) против Рэнди Сэведжа (Матч за титул Интерконтинентального чемпиона WWF на Рестлмании III, 29 марта 1987 года)
  - Матч года (1989) против Рика Флэра (Матч за титул чемпиона мира в тяжёлом весе NWA на WrestleWar 1989, 7 мая 1989 года)
  - 5-звёздочный матч против Рика Флэра (Матч за титул чемпиона мира в тяжёлом весе NWA на PPV NWA Chi-Town Rumble 20 февраля 1989 года)
  - 5-звёздочный матч против Рика Флэра (Матч «2 победы из 3-х» с 60-минутным лимитом за титул чемпиона мира в тяжёлом весе NWA на PPV NWA Clash of the Champions VI 2 апреля 1989 года)
  - 5-звёздочный матч против Рика Флэра (Матч за титул чемпиона мира в тяжёлом весе NWA на WrestleWar 1989, 7 мая 1989 года)
  - 5-звёздочный матч со Стингом, Никитой Коловым, Барри Виндхамом и Дастином Роудсом против Рика Руда, Стива Остина, Арна Андерсона, Бобби Итона и Ларри Збышко (матч WarGames на WrestleWar 1992 24 февраля 1992 года)
  - Член Зала славы WON, введён в 1996 году